# Roland Vogel
Roland Vogel (* 7. April 1951 in Karlsruhe) ist ein ehemaliger deutscher Fußballspieler. Der Flügelstürmer hat von 1972 bis 1979 in der Fußball-Regionalliga Süd, 2. Fußball-Bundesliga und Fußball-Bundesliga für die Vereine Karlsruher SC und SV Waldhof Mannheim insgesamt 193 Ligaspiele absolviert und dabei 44 Tore erzielt. 

## Karriere
Roland Vogels erste Jugendstation war der Karlsruher Stadtteilverein FV Grünwinkel. In der A-Jugend und ab 1969 auch in der Seniorenmannschaft spielte der Offensivspieler beim Altmeister Karlsruher FV, bevor er ab 1971 beim VfB Knielingen in der 1. Amateurliga Nordbaden agierte. Der beidfüßige und schnelle Außenstürmer machte insbesondere in den Karlsruher Stadtderbys der Saison 1971/72 im Angriff von Knielingen gegen den Karlsruher FV, FC Neureut, KSC Amateure und die FG Rüppurr die Verantwortlichen des KSC auf sich aufmerksam. Zur Runde 1972/73 bekam er von den Blau-Weißen aus dem Wildpark einen Vertrag und wagte den Sprung in die damals zweitklassige Regionalliga Süd. Weitere Neuzugänge waren für das Team von Trainer Heinz Baas die zwei Stürmer Hans Fritsche und Manfred Grimm, das Mittelfeldtalent Wilfried Trenkel und der Verteidiger Jürgen Radau. Vogel debütierte am ersten Rundenspieltag im Ligateam des KSC beim 2:0-Auswärtserfolg gegen den SSV Reutlingen. Der Angriff der Badener war mit Vogel, Fritsche und Gerd Becker aufgelaufen. Leistungsträger der Mannschaft waren Rudi Wimmer und Horst Wild. In der Saison 1972/73 wurde, durch einen zweiten Platz in der Liga, die Aufstiegsrunde zur Bundesliga erreicht. Vogel, er hatte in der Regionalliga in 33 Spielen 13 Tore erzielt und war damit hinter Fritsche (16 Tore) der zweiterfolgreichste KSC-Angreifer, kam in allen acht Aufstiegsspielen gegen Fortuna Köln, FC St. Pauli, FSV Mainz 05 und Blau-Weiß 90 Berlin zum Einsatz, doch der Aufstieg scheiterte. 
Im ersten Trainerjahr von Carl-Heinz Rühl, 1973/74, belegte Vogel (32-5) mit dem KSC im letzten Regionalligajahr den achten Rang, gehörte aber in der Debütsaison 1974/75 der 2. Bundesliga mit den Karlsruhern dem ersten Teilnehmerfeld an. Die zweite Liga wurde in zwei Staffeln durchgeführt. Zum Ende der ersten Saison der 2. Bundesliga feierten die Karlsruher die Meisterschaft in der Südstaffel. Vogels Mannschaftskollege Bernd Hoffmann wurde mit 25 Saisontoren Torschützenkönig. Wesentlichen Anteil am Erfolg des KSC und von Torjäger Hoffmann hatten die Flügelspieler Karl Berger (32-10) und Roland Vogel (36-6). In der Folgesaison 1975/76, seiner ersten Bundesligasaison, kam Vogel auf achtzehn Einsätze, in denen er ein Tor erzielte. Die zweite Saison im Oberhaus, 1976/77, hatte ein schnelles Ende für Vogel. Er wechselte im November 1976 zu SV Waldhof Mannheim, somit blieb ihm der Abstieg des KSC im Sommer 1977 erspart. Sein letztes Bundesligaspiel bestritt Vogel am 23. Oktober 1976 bei der 2:4-Auswärtsniederlage bei Tennis Borussia Berlin. Insgesamt kam er auf 124 Ligaspiele für den KSC, in denen er 25 Tore schoss.
Sein erstes Spiel für Waldhof in der 2. Bundesliga absolvierte der Karlsruher Angreifer am 21. November 1976 bei der 2:4-Auswärtsniederlage beim SSV Jahn Regensburg. Er führte sich als zweifacher Torschütze in der Mannschaft um Torhüter Walter Pradt, Libero Günter Sebert, Vorstopper Paul Steiner, Mittelfeldspieler Wolfgang Böhni und Stürmer Werner Heck ein. Mit den Mannheimern spielte er bis zum Ende der Saison 1978/79 in der 2. Bundesliga und kam dabei auf 67 Ligaeinsätze mit 19 Toren. Durch sein nicht harmonisches Verhältnis zu den Trainern Anton Rudinski und dessen Nachfolger Slobodan Cendic wechselte der Karlsruher zur Runde 1979/80 in die Oberliga Baden-Württemberg zum VfB Eppingen.
An der Seite der Mitspieler Erwin Rupp, Martin Kübler und Harry Griesbeck gelang mit der Kraichgau-Elf zu Saisonende der Aufstieg in die 2. Liga. Vogel wollte aber nicht mehr in den Profifußball und verließ Eppingen und spielte fortan für den SV Sandhausen bis zu seinem Karriereende 1983 in der Oberliga Baden-Württemberg. Mit Sandhausen feierte er 1980/81 die Meisterschaft.
Nach der Lizenzspielerkarriere erlernte Vogel den Beruf des Finanzbuchhalters und arbeitete bei der Genossenschaft badischer Friedhofsgärtner in Karlsruhe. Daneben war er noch als Kassierer beim Amateurverein Schwarz-Weiß Mühlburg in seiner Heimatstadt tätig.